# Rory O'Donnell
Rory O'Donnell, I conde de Tyrconnell (irlandés: Ruairí Ó Domhnaill) (1575–1 de agosto de 1608), fue el último rey de Tír Chonaill o Tyrconnell. Uno de los títulos originales de conde se halla en poder de Graf O'Donell von Tyrconnell en Austria, aunque la familia nunca llegó a heredar el título ni el señorío de Tyrconnel vinculado al mismo. Rory fue uno de los nueve hijos de Hugh O'Donnel, (irlandés: Aodh mac Maghnusa Ó Domhnaill), que gobernó entre 1566 y 1587, fecha en la que abdicó en su hijo Red Hugh O'Donnell (en irlandés: Aodh Rua Ó Domhnaill), el mayor de los hijos que tuvo con su segunda esposa Ineen Dubh. Contrajo matrimonio con Bridget FitzGerald, hija de Henry FitzGerald, XII conde de Kildare, de la que tuvo tres hijos: Elizabeth, Hugh (que le sucedería como II conde) y Mary.
En 1602, sucedió a su hermano Hugh como señor de Tyrconnell y jefe del clan O'Donnell. Tras viajar a Londres, donde se sometió al rey Jacobo I de Inglaterra, fue nombrado conde de Tyrconnell el 4 de septiembre de 1603 y sus tierras restituidas. Debido a sus diferencias con la Corona inglesa, él y otros nobles irlandeses tuvo que buscar ayuda en Europa para una nueva rebelión en la Fuga de los Condes, la cual no consiguieron. Falleció al año siguiente de su fuga en Roma, Estados Pontificios.